# Óriásökörszem
Az óriásökörszem vagy mocsári gezerigó (Donacobius atricapilla) a madarak (Aves) osztályának verébalakúak (Passeriformes) rendjébe, ezen belül a Donacobiidae családjába és a Donacobius nembe tartozó egyetlen faj.

## Rendszerezés
A XIX. században  a rigófélék (Turdidae)  családjába, majd a XX. században előbb a gezerigófélék (Mimidae) majd az ökörszemfélék (Troglodytidae) családjába sorolták. Feltételezhetően a tücsökmadárfélék (Locustellidae) közeli rokona.

## Előfordulása
A Donacobius atricapilla Dél-Amerika mocsaras, vizes területein él.

## Alfajai
- D. a. brachypterus (Madarász, 1913) – Panama, északnyugat-Kolumbia;
- D. a. atricapilla (Linnaeus, 1766) - észak-Venezuela, Brazília legnagyobb része, Paraguay, északkelet-Argentína;
- D. a. nigrodorsalis (Traylor, 1948) - dél- és délkelet-Kolumbia, kelet-Ecuador, kelet-Peru
- D. a. albovittatus (d’Orbigny & Lafresnaye, 1837) - délnyugat-Brazília, dél- és északkelet-Bolívia.

## Megjelenése
Testhossza 22 centiméter, testtömege 31–42 gramm. Feje fekete, háta barna, a torka és hasa világos.

## Életmódja
Gerinctelenekkel, alapvetően rovarokkal táplálkozik. Párkapcsolata életreszóló. Elterjedésének északi részein januártól augusztusig költ, Peruban az esős évszakban (októbert követően). A fiatal egyedek szüleik fiókáit etetik.

## Fordítás
- Ez a szócikk részben vagy egészben  a   Black-capped donacobius című angol Wikipédia-szócikk fordításán alapul.  Az eredeti cikk szerkesztőit annak laptörténete sorolja fel. Ez a jelzés csupán a megfogalmazás eredetét és a szerzői jogokat jelzi, nem szolgál a cikkben szereplő információk forrásmegjelöléseként.